# Družmirje
Družmirje este o localitate din comuna Šoštanj, Slovenia.